# Axel Ljung
Harald Axel Fredrik Ljung (Estocolm, 31 de març de 1884 – Estocolm, 5 de febrer de 1938) va ser un atleta i gimnasta suec que va competir a principis del segle xx.
El 1906 va prendre part en els Jocs Intercalats d'Atenes, en què disputà tres proves del programa d'atletisme: els 100 metres llisos, els 110 metres tanques i el salt de llargada aturat. En aquesta darrera prova acabà cinquè, mentre en les altres fou eliminat en sèries.
Dos anys més tard va prendre part en els Jocs Olímpics de Londres, on guanyà la medalla d'or en la prova del concurs complet per equips, com a membre de l'equip suec.
En el seu palmarès també destaquen dos campionats nacionals del 4x100 metres relleus, el 1905 i 1906.